# Commodore BASIC

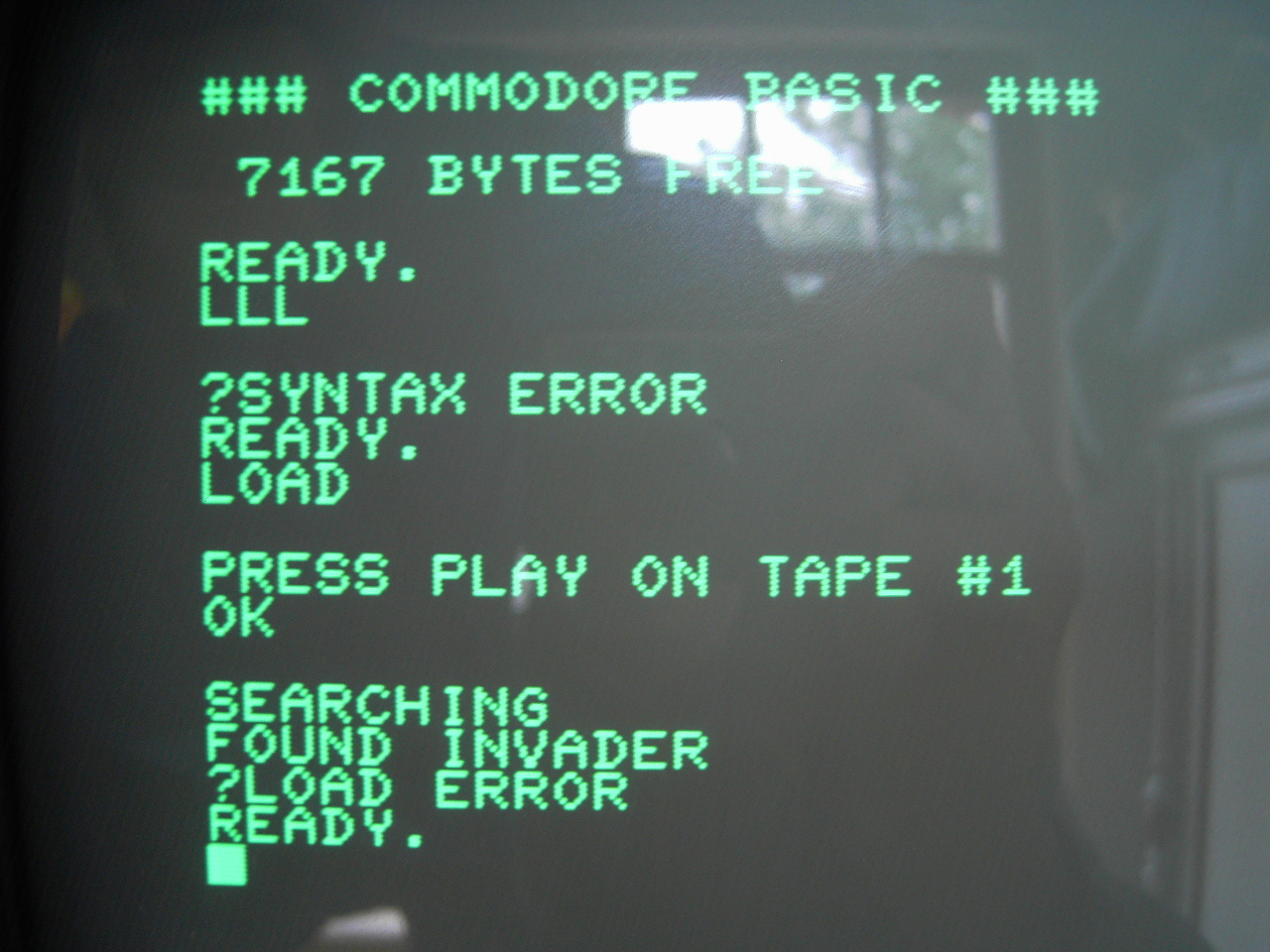
Zrzut ekranu Commodore BASIC z mikrokomputera Commodore PET 2001

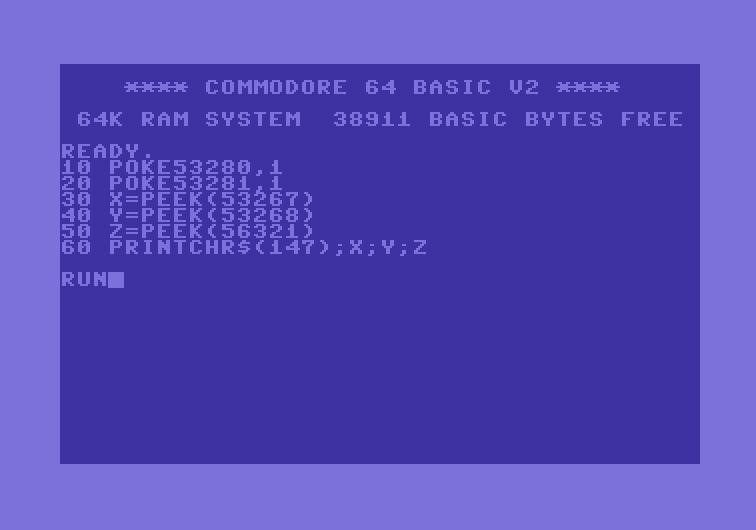
Screenshot Commodore BASIC v2.0 z Commodore 64

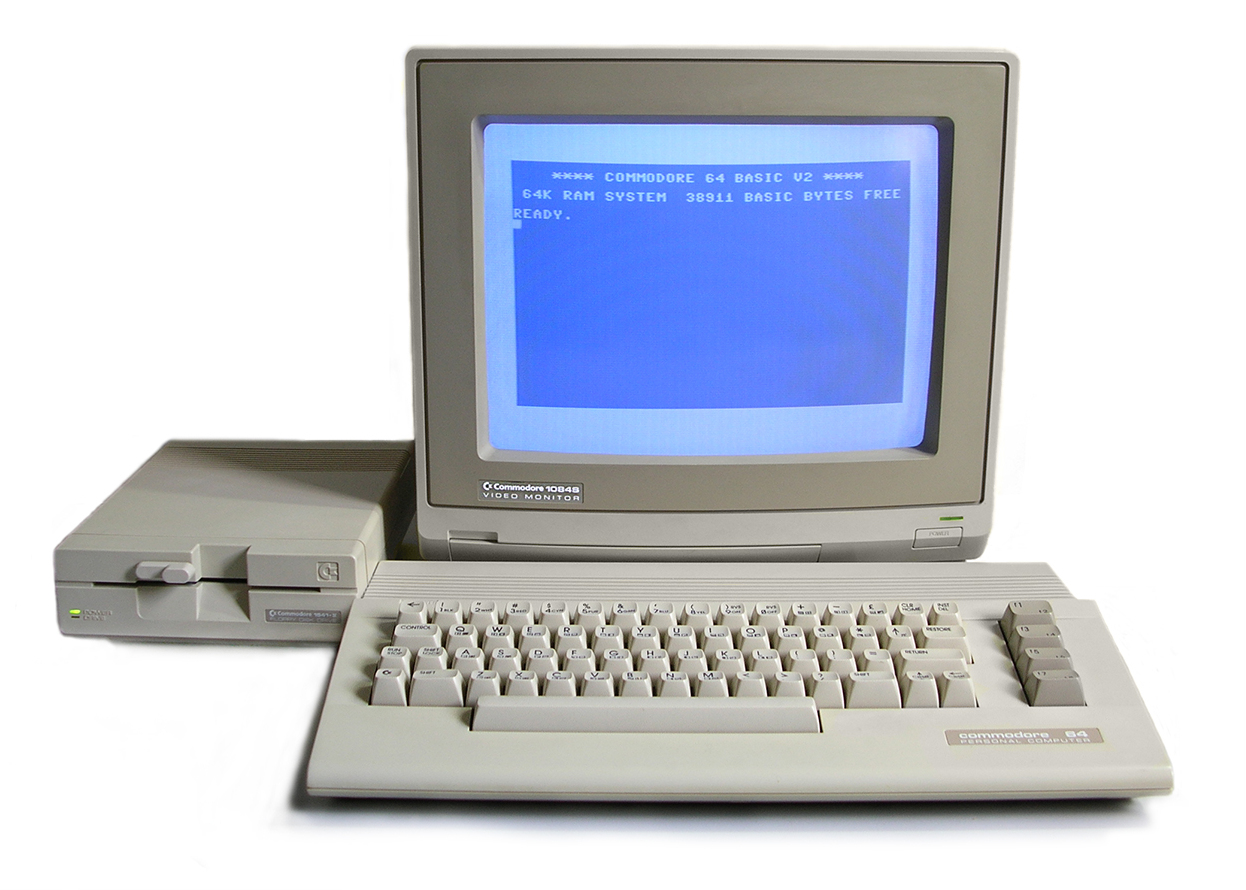
Commodore 64C

Commodore BASIC (albo CBM BASIC) jest odmianą języka programowania BASIC wykorzystywaną w ośmiobitowych komputerach firmy Commodore, oparty na Microsoft BASIC.
Pierwszą wersję tego języka zaimplementowano w komputerze Commodore PET pod koniec lat siedemdziesiątych XX wieku. Najpopularniejszą wersją języka Commodore BASIC była jego druga wersja, stosowana w komputerach Commodore 64. W porównaniu z wersjami dostępnymi w Commodore 16, Commodore Plus/4 i Commodore 128 - V3.5 była jednakże uboga, dlatego też niektóre kartridże dostarczały rozszerzeń BASIC-a o dodatkowe polecenia.
Commodore BASIC V2 wymagał numerowania linii, posiadał tylko jedną instrukcję pętli – FOR (inne pętle realizowało się przy użyciu kombinacji poleceń GOTO i IF ... THEN), pozwalał na pominięcie słowa kluczowego LET przy deklarowaniu zmiennych.
W Commodore 64 interpreter Commodore BASIC stanowił także swego rodzaju prostą powłokę – odpowiednie polecenia ładowały programy z dyskietek i taśmy magnetofonowej (LOAD), uruchamiały je (RUN), zapisywały programy na dyskietkach i taśmach (SAVE), wyświetlały zawartość katalogu (LOAD "$",8). 
Polecenie SYS adres pozwalało przekazać sterowanie komputerem do kodu maszynowego pod wskazanym adresem w pamięci.
Edytor ekranowy BASIC-a w komputerach Commodore pozwalał zapisywać polecenia w postaci skróconej. Zamiast PRINT można było napisać po prostu znak zapytania, w przypadku pozostałych poleceń wystarczyło pierwszą literę polecenia wpisać bez modyfikatora, a drugą z przytrzymanym klawiszem Shift.